# 運輸及通訊界功能組別
運輸及通訊界功能組別（英語：Transport and Communication functional constituency），是立法局功能組別之一，屬於當時的新九組之一，選民包括所有報稱從事運輸及通訊業的選民。這個組別共有109,716名選民。
運輸及通訊界功能組別在1997年香港主權移交後廢除。
主權移交後，運輸及通訊界被相似的航運交通界功能界別取代，但選民僅限於149個運輸業行業商會或公共交通機構之內。而通訊界從業員，除屬資訊科技界的所屬團體成員之外，其餘則全數失去功能組別的投票權。

## 歷任議員
| 屆別 | 議員   | 政治聯繫 |
| 1    | 劉健儀 | 自由黨   |

## 選舉結果
| 1995年香港立法局選舉：運輸及通訊界功能組別 |        |          |        |        |
| 政黨                                       | 政黨   | 候選名單 | 票數   | 百份比 |
|                                            | 自由黨 | 劉健儀   | 14,233 | 31.4   |
|                                            | 工聯會 | 卓少爾   | 12,617 | 27.8   |
|                                            | 職工盟 | 葉國勳   | 12,055 | 26.6   |
|                                            | 獨立   | 鄭啟明   | 2,324  | 5.1    |
|                                            | 獨立   | 張栢枝   | 2,042  | 4.5    |